# Ton Vijverberg
Ton Vijverberg (Rotterdam, 16 januari 1928 – 12 april 2022) was een Nederlands organist en dirigent.

## Opleiding
Ton Vijverberg studeerde kerkmuziek aan het Instituut voor Kerkmuziek in Utrecht bij onder anderen Albert de Klerk (orgel), Jan Mul, en Herman Strategier. Hij vervolgde zijn studie aan het Rotterdams Conservatorium met de hoofdvakken orgel (Piet van de Kerkhof), piano (bij André Jurres, en na het eindexamen bij Jaap Callenbach), koordirectie (George Stam) en schoolmuziek (Marie Veldhuyzen). Daarnaast studeerde hij aan het Ward-instituut.

## Werk
Ton Vijverberg speelde een belangrijke rol in de RK kerkmuziek. Aanvankelijk als dirigent van het jongenskoor van de parochie H. Familie te Rotterdam. Later werden er ook meisjes toegelaten. Met dit koor voerde hij het klassieke repertoire uit: missen en motetten van Palestrina, Josquin, Janequin. Hij is met name bekend om zijn grote verdiensten op het gebied van de stemvorming. Later werkte hij als dirigent in Citykerk Het Steiger te Rotterdam. Gedurende lange tijd was hij docent muziek aan de Pedagogische Academie Lucia.

## Overlijden
Ton Vijverberg overleed in 2022 op 94-jarige leeftijd.

## Discografie
- Dido and Aeneas (H. Purcell) met het koor van de Pedagogischa Academie Lucia, Rotterdam
- Kerstfeest, met het Groot Rotterdams Jeugdkoor. Hierop staan zowel stukken van Bach (uit cantata 78 en 147) en Mozart (Sancta Maria) als bewerkingen van zijn eigen hand. Veel van die bewerkingen kenmerken zich door de ‘qoudlibet’ achtige stijl; combinaties van meerdere – in dit geval kerst-liederen.

## Uitgaven
- 12 volksliedbewerkingen voor koor (uitgegeven bij Annie Bank)
- 10 kerstliedbewerkingen voor koor (uitgegeven bij Annie Bank)
- ‘Harbalorifa’, twee delen met Nederlandse volksliedbewerkingen voor piano (uitgegeven bij De Toorts)

Vijverberg heeft meegewerkt aan de totstandkoming van de bundel 'Zing!' met canons en volksliedbewerkingen van zijn hand

## Overig
- Diverse radio optredens met zowel het koor van de H. Familie als het koor van de Pedagogische Academie Lucia
- Winnaar van het AVRO koorfestival met het koor van de Pedagogischa Academie Lucia
- In 1989 ontving hij de gouden eremedaille van de Nederlandse Sint-Gregoriusvereniging voor zijn verdiensten voor de RK kerkmuziek.